# 2026
2026 (MMXXVI) — невисокосний рік за григоріанським календарем.

## Події
- 1 січня — Кюрасао має змінити умови оподаткування для азартних ігор в інтернеті, які до цього року становитимуть 2% від чистого доходу та 0% на вхідні ставки для онлайн-казино.
- 1 січня — Кіпр розпочне головування в Раді ЄС[1].
- 1 липня — Ірландія розпочне головування в Раді ЄС[1].
- 4 липня — США святкуватиме 250 річницю незалежності.
- Непілотований політ на Марс за програмою Аврора.
- 12 серпня — повне сонячне затемнення
- Відкриття Храму Святого Сімейства у Барселоні.